# أوفتية ملساء
أوفتية ملساء (باللاتينية: Oftia glabra ) هو نوع نباتي يتبع جنس الأوفتية من الفصيلة الغدبية.